# Susi Wirz
Suzanne 'Susi' Wirz (Bern, 30 november 1931) was een Zwitserse kunstschaatsster. Zij nam deel aan de Olympische Winterspelen van 1952.

## Belangrijkste resultaten

### Olympische Winterspelen
| Jaar | Plaats | Discipline     | Onderdeel       | Resultaat |
| ---- | ------ | -------------- | --------------- | --------- |
| 1952 | Oslo   | kunstschaatsen | individueel (v) | 15e       |

### Wereldkampioenschappen
| Jaar | Plaats | Onderdeel       | Resultaat |
| ---- | ------ | --------------- | --------- |
| 1951 | Milaan | individueel (v) | 15e       |

### Europese kampioenschappen
| Jaar | Plaats | Onderdeel       | Resultaat |
| ---- | ------ | --------------- | --------- |
| 1950 | Oslo   | individueel (v) | 11e       |
| 1951 | Zürich | individueel (v) | 9e        |
| 1952 | Wenen  | individueel (v) | 12e       |